# توطئه پیسو
توطئه پیسو (انگلیسی: Pisonian conspiracy) توطئه گایوس کالپورنیوس پیسو (توطئه‌گر) در سال ۶۵ پس از میلاد یک نقطه عطف بزرگ در دوره سلطنتامپراتور روم، نرون (سلطنت ۵۴–۶۸) بود. این توطئه منعکس کننده نارضایتی فزاینده طبقه حاکم دولت روم از رهبری مستبد فزاینده نرون بود و در نتیجه یک رویداد مهم در مسیر خودکشی نهایی او و هرج و مرج سال چهار امپراتوری است که پس از آن رخ داد. گایوس کالپورنیوس پیسو، سیاستمدار برجسته رومی، برجسته در ادبیات و سخنور، قصد داشت نرون را ترور کند و با پشتیبانی گارد پرایتوری به عنوان امپراتور جایگزین او شود.